# Зимняк (присілок)
Зимня́к (рос. Зимняк) — присілок у складі Грязовецького району Вологодської області, Росія. Входить до складу Ком'янського сільського поселення.

## Населення
Населення — 79 осіб (2010; 84 у 2002).
Національний склад (станом на 2002 рік):
- росіяни — 99 %